# Việt Bắc
Xem các nghĩa khác về Việt Bắc tại bài Việt Bắc (định hướng)
Việt Bắc là một vùng phía Bắc Hà Nội thời kháng chiến chống Pháp (1945-1954) bao trùm nhiều tỉnh ở Bắc Bộ. Ngày nay nó thường được hiểu là khu vực gồm 6 tỉnh Cao Bằng, Bắc Kạn, Lạng Sơn, Hà Giang, Tuyên Quang, Thái Nguyên hay còn được gọi tắt là Cao - Bắc - Lạng - Hà - Tuyên - Thái.
Việt Bắc chính là Thủ đô kháng chiến, bởi đây là nơi trú đóng của đầu não Đảng Cộng sản Việt Nam thời trước khi khởi nghĩa năm 1945, và là nơi trú đóng của đầu não chính phủ Việt Minh trong thời kỳ kháng chiến chống Pháp (1945 - 1954). Nó cũng được gọi là Thủ đô gió ngàn, tên gọi này được bắt nguồn từ bài thơ "Sáng tháng năm" của nhà thơ Tố Hữu.

## Liên khu và Quân khu
Liên khu Việt Bắc là một cấp hành chính (có Ủy ban kháng chiến hành chính Liên khu) và quân sự (Bộ Tư lệnh Liên khu), được thành lập theo Sắc lệnh số 127-SL của Chủ tịch Chính phủ Việt Nam Dân chủ Cộng hòa ngày 4-11-1949, trên cơ sở hợp nhất Liên khu 1 và Liên khu 10.
Liên khu Việt Bắc gồm 17 tỉnh: Cao Bằng, Bắc Kạn, Lạng Sơn, Thái Nguyên, Hà Giang, Tuyên Quang, Lào Cai, Yên Bái, Sơn La, Lai Châu, Bắc Giang, Bắc Ninh, Phúc Yên, Vĩnh Yên, Phú Thọ, Quảng Yên, Hải Ninh, Đặc khu Hồng Gai và huyện Mai Đà của tỉnh Hòa Bình. Trung tâm của vùng là Tuyên Quang.
Từ năm 1949 đến năm 1954, Thiếu tướng Chu Văn Tấn làm Khu trưởng, Bí thư khu ủy Liên khu Việt Bắc, Chánh án Tòa án Quân sự, Chủ tịch Ủy ban kháng chiến hành chính Liên khu Việt Bắc. Từ năm 1954 đến cuối năm 1956, ông làm Tư lệnh kiêm Chính ủy, Bí thư Quân khu ủy Liên khu Việt Bắc.
Khi vùng tây bắc mới được giải phóng, khu tây bắc được thành lập theo Sắc lệnh số 134-SL của Chủ tịch Chính phủ ngày 28-1-1953, gồm 4 tỉnh Lai Châu, Lào Cai, Yên Bái và Sơn La, tách khỏi Liên khu Việt Bắc.
Với việc thành lập Khu tự trị Việt Bắc ngày 1-7-1956, Liên khu Việt Bắc chấm dứt sự tồn tại với tư cách là một đơn vị hành chính. Tuy nhiên, về mặt quân sự, đến tháng 6-1957, Liên khu Việt Bắc mới được thay thế bằng Quân khu Việt Bắc.

## Khu tự trị
Khu tự trị Việt Bắc ban đầu có 5 tỉnh: Cao Bằng, Bắc Kạn, Lạng Sơn, Tuyên Quang, Thái Nguyên, sau thêm tỉnh Hà Giang. Khu tự trị Việt Bắc cùng với khu tự trị Tây Bắc là hai khu vực có nhiều dân tộc thiểu số sinh sống, với những chính sách đối xử và ưu tiên phát triển riêng cho vùng này.